# Ferdinandstraße 19 (Mönchengladbach)

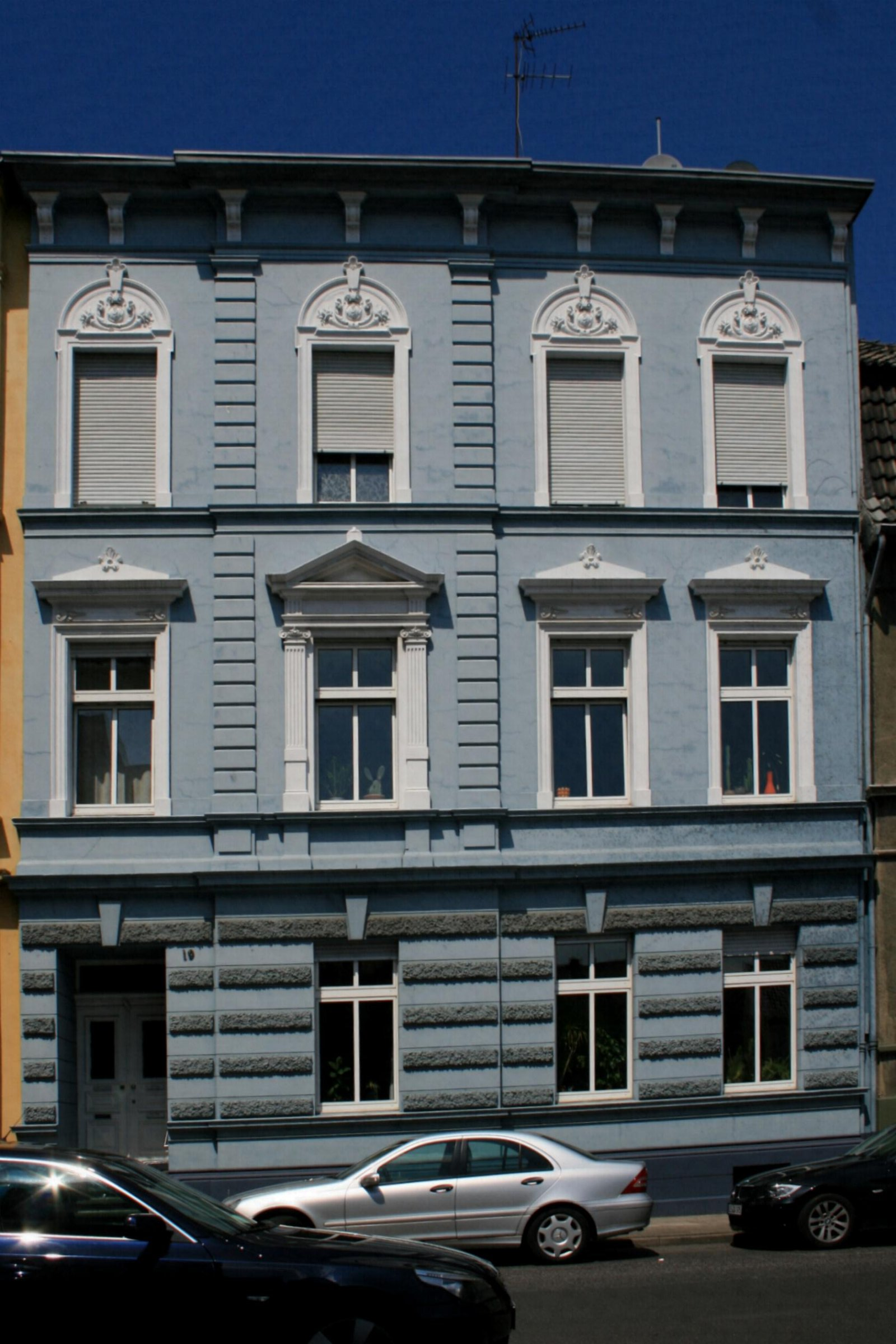
Wohnhaus (2010)

Das Wohnhaus Ferdinandstraße 19 steht im Stadtteil Gladbach in Mönchengladbach (Nordrhein-Westfalen).
Das Gebäude wurde 1898 erbaut. Es ist unter Nr. F 034 am 7. September 1995 in die Denkmalliste der Stadt Mönchengladbach eingetragen worden.

## Architektur
Im nördlichen Stadterweiterungsgebiet unmittelbar vor der die Hermann-Piecq-Anlage überspannenden Eisenbahnbrücke steht der vierachsiger Putzbau von drei Geschossen; in klapp-symmetrischer Anordnung und nur im Detail variierender Fassadengestaltung mit dem Nachbarhaus Nr. 17 als Zweihäuserkomposition ausgebildet.
Asymmetrische Fassadengliederung durch geschossübergreifende Pilasterrahmung der zweiten linken Achsen; Horizontalgliederung mittels Sohlbank-, Stockwerk- und Traufgesims. Erdgeschoss in Rustikaimitation,  Obergeschosse glatt verputzt. Alle Wandöffnungen der Fassade -abgesehen von der tief eingeschnittenen Eingangsnische links- sind gleichförmig hochrechteckig ausgebildet und geschossweise variierend gerahmt. Die Fenster des Erdgeschosses sind glatt in die Wandfläche eingeschnitten und durch Schlussstein betont. Gebälkbekrönte Rahmungen fassen die Fenster des ersten Obergeschosses ein; das der betonten Achse ist zusätzlich hervorgehoben durch eine plastisch formulierte Ädikulaimitation. Im zweiten Obergeschoss werden die Öffnungen schlichter geschmückt mit rundbogenüberkrönter Ohrenrahmung. Über weit vorkragendem, konsolgestütztem Traufgesims schließt ein flach geneigtes Satteldach das Gebäude ab.